# رولف هانسن (مخرج)
رولف هانسن (بالألمانية: Rolf Hansen)‏ هو كاتب سيناريو ومخرج ألماني، ولد في 12 ديسمبر 1904 في إلميناو في ألمانيا، وتوفي في 3 ديسمبر 1990 في ميونخ في ألمانيا.

## وصلات خارجية
- رولف هانسن على موقع IMDb (الإنجليزية)
- رولف هانسن على موقع ألو سيني (الفرنسية)
- رولف هانسن على موقع أول موفي (الإنجليزية)
- رولف هانسن على موقع قاعدة بيانات الأفلام السويدية (السويدية)
- رولف هانسن على موقع قاعدة بيانات الفيلم (الإنجليزية)
- رولف هانسن على موقع كينوبويسك (الروسية)